# Rasmus Henning
Pour les articles homonymes, voir Henning.
Rasmus Henning né le 13 novembre 1975 à Albertslund est un triathlète professionnel danois, double champion d'Europe de triathlon.

## Biographie
Rasmus Henning commence sa carrière sportive par la natation et remporte deux médailles d'or avec son club, au championnat national du Danemark en 1996.
En 2001 il devient vice champion du monde de triathlon et participe en 2004 au triathlon olympique des Jeux olympiques d'Athènes et termine à la 7e place avec un temps de 1 h 52 min 37 s 032. Cette même année il remporte le titre de champion d'Europe de triathlon. Quatre ans plus tard il prend part aux Jeux olympiques d'été de 2004 et termine à la 8e place en 1 h 49 min 57 s 047. En 2009, il remporte le titre de champion d'Europe sur longue distance.
Rasmus  Henning met un terme à sa carrière professionnelle en 2012 après une dernière participation au championnat du monde d'Ironman à Kona où il termine à la 22e position. Il continue de participer en vétéran à des sports d'endurance et dirige une société d’équipement sportif qu'il a créé, la Tri Nordic.  Marié à Anita, ils ont deux filles  Caroline et Emilie.

## Palmarès
Le tableau présente les résultats les plus significatifs (podium) obtenus sur le circuit international de triathlon depuis 2001,.
| Année | Compétition                                 | Pays       | Position          | Temps           |
| ----- | ------------------------------------------- | ---------- | ----------------- | --------------- |
| 2012  | Ironman 70.3 Calgary                        | Canada     | Médaille d'or     | Timing          |
| 2011  | Ironman 70.3 Timberman                      | États-Unis | Médaille d'or     | Timing          |
| 2010  | Challenge Roth                              | Allemagne  | Médaille d'or     | 7 h 52 min 36 s |
| 2009  | Ironman Chine                               | Chine      | Médaille d'or     | 8 h 53 min 20 s |
| 2009  | Championnat d'Europe longue distance        | Tchéquie   | Médaille d'or     | 5 h 32 min 54 s |
| 2008  | Coupe du monde - l'étape de Hy-Vee          | États-Unis | Médaille d'or     | 1 h 54 min 21 s |
| 2007  | Coupe du monde - l'étape de Des Moines      | États-Unis | Médaille d'or     | 1 h 50 min 4 s  |
| 2005  | Grand Prix de triathlon - Étape de La Baule | France     | Médaille d'or     | Timing          |
| 2005  | Coupe du monde - l'étape de Mazatlán        | Mexique    | Médaille d'or     | 1 h 49 min 11 s |
| 2005  | Coupe d'Europe - l'étape de Palerme         | Italie     | Médaille d'or     | 1 h 48 min 52 s |
| 2005  | Coupe d'Europe - l'étape d'Alanya           | Turquie    | Médaille d'or     | 1 h 53 min 18 s |
| 2005  | Coupe d'Europe - l'étape d'Eilat            | Israël     | Médaille d'or     | 2 h 1 min 8 s   |
| 2004  | Championnat d'Europe                        | Espagne    | Médaille d'or     | 1 h 48 min 9 s  |
| 2004  | Coupe du monde - l'étape de Hambourg        | Allemagne  | Médaille d'or     | 1 h 47 min 41 s |
| 2003  | Coupe du monde - l'étape d'Athènes          | Grèce      | Médaille d'or     | 1 h 51 min 41 s |
| 2002  | Coupe d'Europe - l'étape de Copenhague      | Danemark   | Médaille d'or     | 1 h 46 min 4 s  |
| 2001  | Championnat du monde longue distance        | Danemark   | Médaille d'argent | 8 h 25 min 46 s |

## Voir Aussi